# 아니발 산체스
아니발 알레한드로 산체스(Anibal Alejandro Sanchez, 1984년 2월 27일 ~ )는 베네수엘라의 야구 선수로, 전 메이저 리그 워싱턴 내셔널스의 투수이다.